# Academia Nacional de Estudios Políticos y Estratégicos
La Academia Nacional de Estudios Políticos y Estratégicos (ANEPE) es la entidad de educación superior de la defensa nacional de Chile; y por tanto el órgano de docencia, investigación y extensión del Ministro de Defensa.

## Historia
La Academia de Defensa Nacional fue creada el 12 de marzo de 1947, con el objetivo de formar Oficiales Superiores de las Fuerzas Armadas, así como un grupo selecto de funcionarios civiles vinculados a la defensa.
En 1974, mediante el Decreto Supremo SSG. N.º 538, se crea la Academia Superior de Seguridad Nacional, centrada en ese entonces en la docencia para oficiales y personal civil del Estado.
En 1975 comienza a funcionar bajo su actual denominación, aun cuando su condición formal no se regularizaría sino hasta el Decreto Supremo N.º 657 del 16 de agosto de 1982.
La Academia tiene como Misión "desarrollar actividades de docencia, investigación y extensión, destinadas a incrementar los conocimientos en materias de Defensa y Seguridad del personal de las Fuerzas Armadas, de las Fuerzas de Orden y Seguridad Pública, de la Administración del Estado y del sector privado" ser el organismo de trabajo del Ministerio de Defensa Nacional en temas académicos, especialmente en la investigación de materias de Seguridad y Defensa, "desde una perspectiva integral y estratégica"; e "integrar al sector público, al sector privado, a la comunidad de defensa y a la ciudadanía nacional, en los temas propios de la Seguridad y Defensa", a través de actividades de docencia, investigación y vinculación con el medio.
Su actual Director es el Vicealmirante (R.) Ronald McIntyre Astorga.

## Organización
- Consejo Académico
  - Dirección
    - Secretaría Personal
    - Secretaría General
    - Asesoría Jurídica
    - Auditoría Interna
    - Centro de Estudios Estratégicos
    - Departamento de Planificación, Organización y Acreditación
    - Consejos
      - Dirección estratégica
      - Docente
      - Investigación
      - Comunicacional
      - Editorial

  - Subdirección
    - Consejo de Coordinación
    - Departamento Comunicacional
    - Departamento de Calidad y Control de Gestión
    - Subdirección Académica
      - Secretaría
      - Departamento de Planificación Académica
      - Departamento Docente
      - Departamento de Estudios Políticos y Estratégicos
      - Departamento de Postgrados
      - Departamento de Investigación
      - Departamento de Extensión

    - Subdirección Administrativa
      - Departamento de Finanzas
      - Departamento de Recursos Humanos
      - Departamento de Apoyo Logístico
      - Departamento de Apoyo Tecnológico

## Docencia
La ANEPE imparte programas docentes de diverso tipo:
- Magíster en Relaciones Internacionales, Seguridad y Defensa (formato presencial)
- Magíster en Inteligencia Estratégica (formato presencial)
- Diplomado en Dirección Político-Estratégica y Conjunta (DDPEC): para oficiales de las Fuerzas Armadas
- Diplomado en Estudios de Seguridad y Defensa
- Diplomado en Función Inteligencia en el Estado Contemporáneo
- Licenciatura en Seguridad y Defensa: Programa Especial de Titulación
- Diplomado en Estudios Contemporáneos de Seguridad en América
- Diplomado en Estudios de Seguridad en Asia Pacífico
- Diplomado en Seguridad Multidimensional

## Publicaciones
- Cuadernos de Trabajo del Centro de Investigaciones y Estudios Estratégicos. ISSN 0719-4110[3]